# Gyrinus
Gyrinus – rodzaj wodnych chrząszczy z rodziny krętakowatych i podrodziny Gyrininae. W języku polskim chrząszcze te nazywane są krętak.

## Taksonomia
Rodzaj opisany został w 1762 roku przez Étienne’a Louisa Geoffroya. Gatunkiem typowym został Dytiscus natator.

## Morfologia
Ciało owalne w obrysie, mniej lub bardziej wydłużone, o przedpleczu szeroko lub wąsko obrzeżonym. Rodzaj wyróżnia następująca kombinacja cech: przedplecze z wyraźnym poprzecznym wklęśnięciem środkowym, każda pokrywa z 11 podłużnymi seriami punktów (mogą być zagłębione w rowku lub częściowo zredukowane) oraz przedostatni tergit odwłoka o tylnym brzegu prostym lub słabo trójpłatkowatym. Ponadto samice z tego rodzaju mają dodatkowy boczny pęcherzyk u przedniej podstawy fertilization duct oraz parą zesklerotyzowanych zębów na błonie bocznej krawędzi torebki kopulacyjnej w pobliżu podstawy jajowodu. Narząd kopulacyjny samca grzbietobrzusznie spłaszczony o paramerach u wierzchołka łopatowato rozszerzonych i wyposażonych we włoski nieschodzące daleko na krawędzie boczne.

## Rozprzestrzenienie
Rodzaj rozsiedlony kosmopolitycznie, przy czym większość gatunków występuje na półkuli północnej. W Europie występuje 14 gatunków, z których w Polsce 11 z podrodzajów Gyrinulus i Gyrinus s. str.

## Systematyka
Dotąd opisano blisko 200 gatunków, zgrupowanych w kilka podrodzajów, w tym:
- Gyrinus (Gyrinulus) Zaitsev, 1907
- Gyrinus sensu stricto Geoffroy, 1762
- Gyrinus (Neogyrinus) Hatch, 1925
- Gyrinus (Oreogyrinus) Ochs, 1935